# 大同新邨

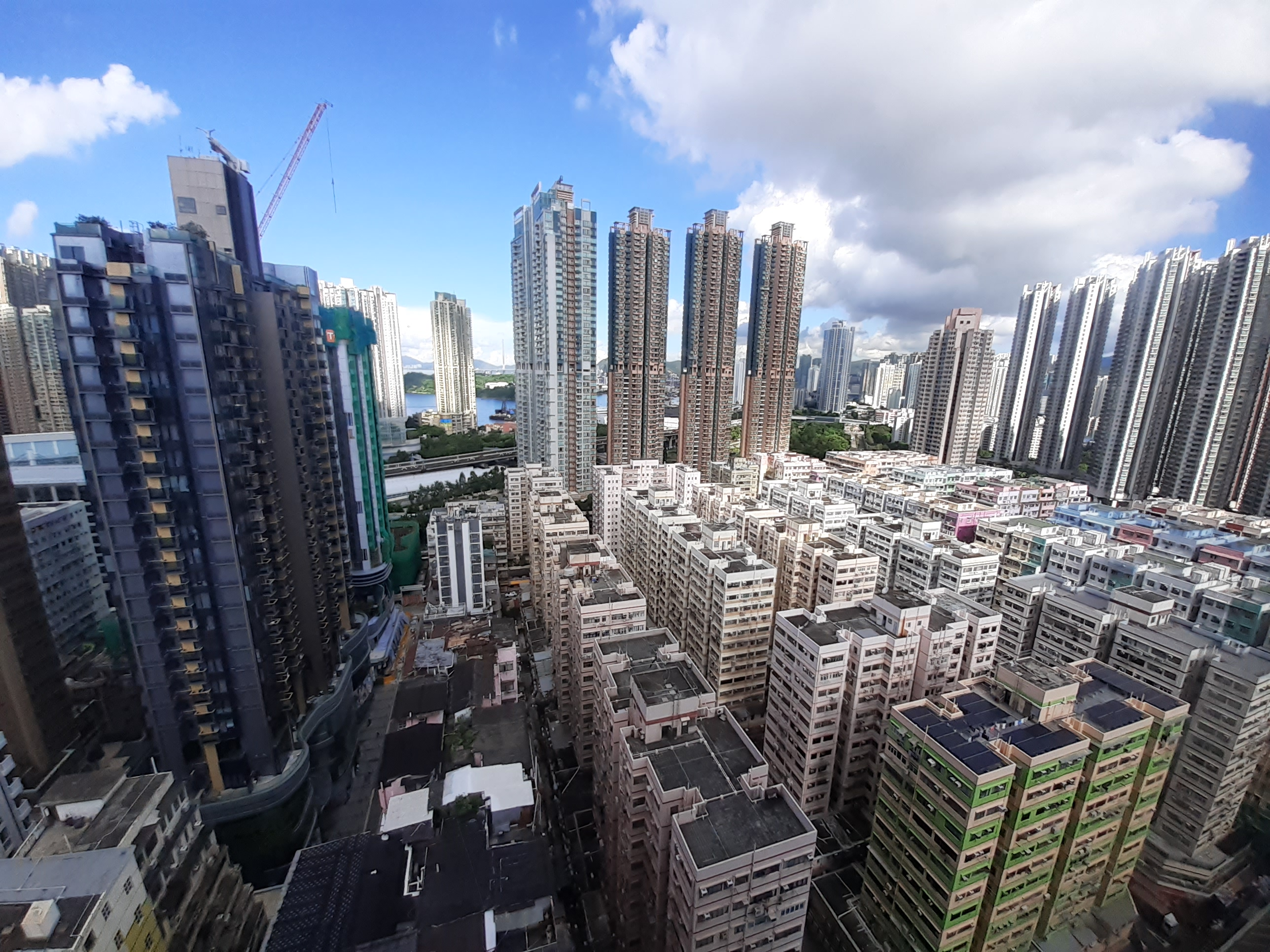
從高處望大同新邨

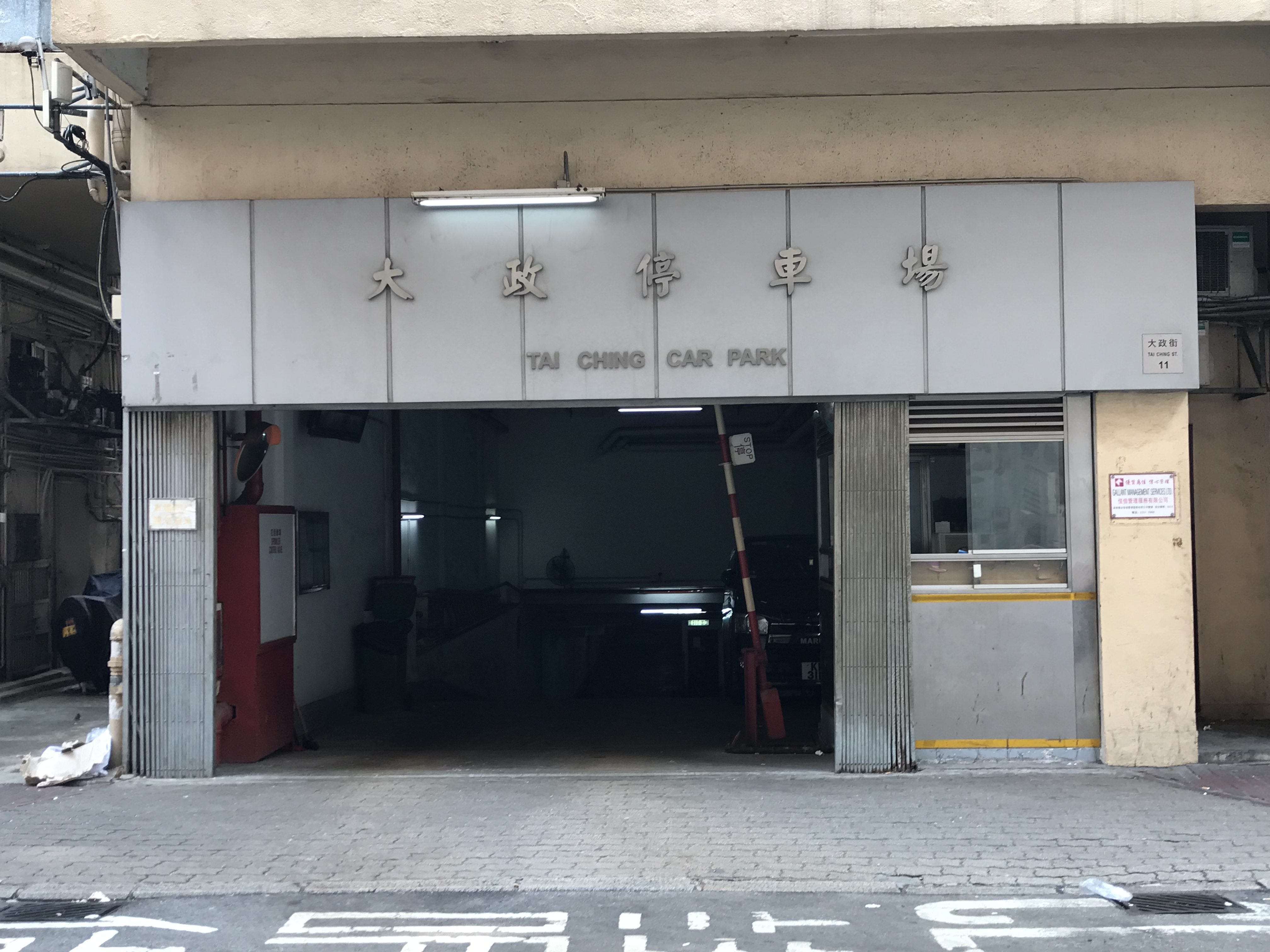
大同新邨大政停車場

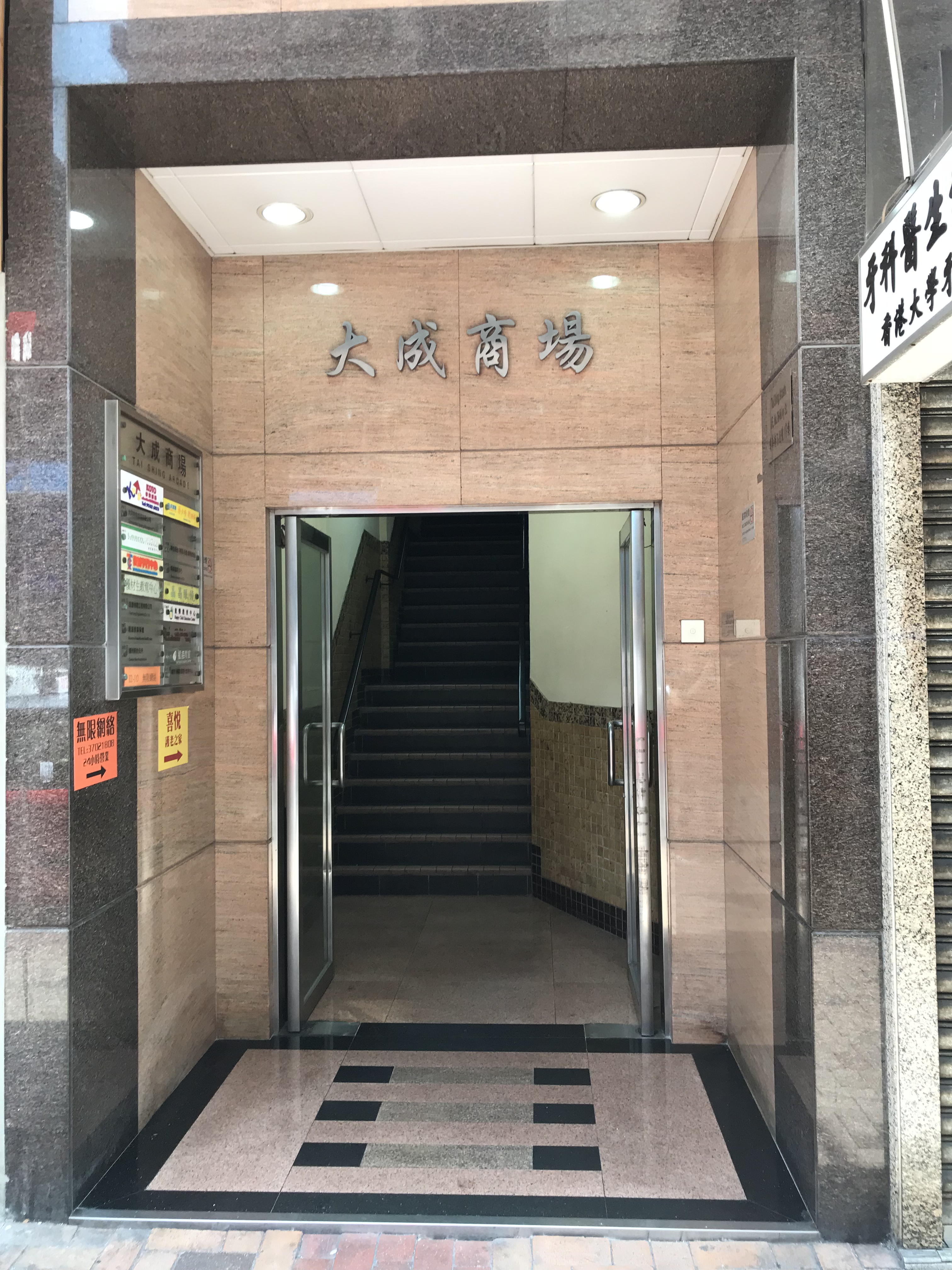
大同新邨大成商場

大同新邨（英語：Cosmopolitan Estates）位於香港九龍大角咀，為一大型私人住宅屋苑，地產發展商為於香港交易所上市的大昌集團（當時以「城都地產」名義發展，該公司由和記和大昌合資營運）。

## 歷史
大同新邨原為和記黃埔旗下的大同船塢，隨著港府在大角咀進行一系列填海工程，令原有的海岸線消失及船塢活動逐漸減少，船塢於1972年結業，原址由大昌集團興建了大同新邨，地契年期為999年。大同新邨旁邊原是昔日的大角咀海旁，但隨著港府進行西九龍填海工程，今天已成為深旺道，並興建了有蓋天橋連接一街之隔的君滙港、港鐵奧運站及南昌站一帶，方便居民前往附近寫字樓如滙豐中心和中銀中心，或轉乘港鐵前往九龍站、香港站及高鐵香港西九龍站一帶。

## 簡介
大同新邨由15座住宅樓宇組成，於1974年至1976年期間建成，提供超過2,000伙單位，主要為200多方呎至400餘呎的一房至兩房單位，實用率近8成，間隔勻稱兼不設窗台，部分單位亦設有平台及享有少量海景。
現時大同新邨鄰近港鐵奧運站、港鐵南昌站及大角咀市政大廈，其所在的埃華街是「食街」所在，屋苑配套齊全，有特色平民食肆及各類連鎖店舖，包括惠康超級市場、百佳超級市場、華潤萬家（已結業）、大昌食品市場（已結業）、屈臣氏（已結業）、萬寧、日本城、7-Eleven、麥當勞、譚仔雲南米線、優品360、及多間地產代理、教育中心、診所、美容中心、文具店、藥房及茶餐廳等，住戶步行約5分鐘即達港鐵奧運站，屋苑鄰近大型商場奧海城及旺角等，物業亦鄰近南昌公園、通州街公園、樂群街公園等休憩用地。
另一方面，大同新邨周邊為區內多個重建項目，如其士國際及市區重建局旗下的福澤街項目傲寓、市區重建局旗下的橡樹街/埃華街發展項目以及恆基兆業旗下商場群利奧坊及其七個重建項目，包括已落成的利奧坊系列一期利奧坊·曉岸和利奧坊系列二期利奧坊·凱岸、以及正在興建的利奧坊系列三期利奧坊·曦岸等。
大同新邨亦是香港極少數擁有999年地契（俗稱千年契）的地段，地契到期前均無須繳交地租及補地價。

## 重建規劃
2021年9月，市區重建局公佈油旺地區規劃研究，提出未來市區重建應透過轉移地積比、容許住宅及非住宅地積比互換、整合街道等，提高效益，其中街道整合方案方面，透過殺街及封街，避免零碎發展、增加休憩空間，亦可將其地積比計算入發展地盤內，從而將小型街區整合為較大和較完整的發展地盤，以提供資助房屋及其他私人住宅或混合發展用途。據市建局最新概念圖，大同新邨一帶等被視為屬於有潛力整合街區的範圍，市建局會按完成的研究作出跟進，以創新、地區為本方式加快有關地區更新。

## 座名
| - 大富樓（A座，地址：大全街10號） - 大貴樓（B座，地址：大全街32號） - 大榮樓（C座，地址：大全街54號） - 大公樓（D座，地址：大角咀道117號） - 大有樓（E座，地址：大政街12號） - 大豐樓（F座，地址：大全街33號） - 大滿樓（G座，地址：大全街53號） - 大成樓（H座，地址：埃華街76號） | - 大方樓（J座，地址：埃華街55號） - 大眾樓（K座，地址：埃華街77號） - 大衛樓（L座，地址：埃華街99號） - 大益樓（M座，地址：旺堤街34號） - 大英樓（N座，地址：旺堤街48號） - 大全樓（P座，地址：埃華街96號） - 大華樓（Q座，地址：旺堤街62號） |

## 設施
大同新邨設有停車場（大政停車場）及商場（大成商場），商場毗連大成樓，設有以下種類商店:
- 教育中心
- 機電工程公司
- 物業管理公司
- 網吧
- 眼鏡店
- 針灸所
- 美容保健店
- 議員辦事處

## 曾居住之名人
- 車婉婉 [8]

## 校網
位處32號校網（包括拔萃女小學、保良局陳守仁小學、中華基督教會協和小學等）及油尖旺區校網（區內名校包括九龍華仁書院、拔萃女書院、真光女書院等）

## 鄰近
- 奧運站
- 奧海城一至三期
- 新九龍廣場
- 滙豐中心一至三座
- 海桃灣/西九匯
- 富多來新邨
- 中銀中心
- 君滙港
- 大角咀市政大廈
- 南昌站
- 南昌公園
- 港灣豪庭
- 西九龍紀律部隊宿舍
- 亮賢居
- 通州街公園
- 南昌邨